# William Calvin

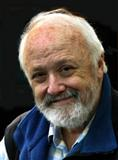
William H. Calvin in 2004

William H. Calvin (30 april 1939) is een Amerikaanse bioloog, verbonden als professor aan de universiteit van Washington in Seattle. Hij is bekend van het populariseren van de neurowetenschappen (neuraal Darwinisme) en evolutionaire biologie.